# Орёл, Андрей Викторович
Андрей Викторович Орёл (род. 1981, Львов) — украинский композитор, гитарист и музыковед. Помимо сольного творчества, принимает участие в ряде ансамблей, среди которых «Riasni Drova Consort», «Noah Coward», «Hokkei Quartet» и «Moglass». Выступает в дуэте с Юрием Яремчуком — своё творчество музыканты характеризуют как «неидеоматичную вольную импровизацию» и «музыку организованных случайностей».

## Дискография

### Соло
- 2008 — «Nezvanova Nova III»[3]
- 2010 — «WHNZ:11:SOM»[4]

### Участие в ансамблях
- 2008 — «СУПРЕМАТИЗМы» (Владислав Макаров, Юрий Яремчук, Андрей Орёл).
- 2008 — «Gogolfest Projekt» (Vladislav Makarov, Yuriy Yaremchuk, Andrij Orel)[5]
- 2010 — «Conditions» (Yuri Yaremchuk, Ilia Belorukov, Andrij Orel)[6][7]
- 2010 — «Doodles & Needles» (Bruno Duplant, Andrij Orel, Paulo Chagas)[8]
- 2011 — «Early Songs and Scratched Anchors» («Riasni Drova Consort»)[9]

### Сборники
- 2008 — «Various – Clinical Jazz»[10]
- 2009 — «Various – Tandem Cuts»[11]

## Фестивали
- «Audio Art», Краков (в составе «YZO Ensemble» Юрия Яремчука)[2]

## Избранные эфиры в СМИ
- «Тиса FM» (Ужгород), программа «Джаз FM» (выпуск № 48, 2011)[12]

## Сотрудничество
Юрий Яремчук, Александр Фразе-Фразенко, Сергей Зеленский, Андрей Кириченко, Владислав Макаров, Илья Белоруков, Bruno Duplant, Paulo Chagas, ¡The Moglass!.

## Авторские статьи
- Журнал «Аутсайдер», колонка «Вініловий наркоман»
- Проект «Гуркіт»[13]

## Критика
«Рясні Дрова Consort»… Возможно, самая интересная импровизационная музыка нашего региона.Интернет-журнал Foso.uz.ua, «Концерт львівського тріо «Рясні Дрова Consort» (імпровізаційна музика на Рецидивах), 20.06.2011
Если бы моя мама — преподаватель музыкальной школы с многолетним стажем — увидела это выступление, она бы еще долго была в шоке от того, какие звуки и каким образом можно добывать из гитары и саксофона.Дмитро Шульга, «Весь Кіровоград», «Фестивально-художественный День Киева», 28.05.2008